# دیوید تورپی
دیوید تورپی (به انگلیسی: David Turpie) سناتور سابق عضو حزب دموکرات ایالات متحده آمریکا بود. وی در سال ۱۸۶۳ و ۱۸۸۷ تا ۱۸۹۹ میلادی سناتور ایالت ایندیانا در سنای ایالات متحده آمریکا بود.